# Sampaloc
Sampáloc es uno de los dieciséis distritos de la ciudad de Manila, capital de la República de Filipinas. Escrito Sampalok en idioma tagalog, el término significa tamarindo, deliciosa fruta muy cultivada en esta región. Este distrito es conocido como el cinturón universitario de Manila, por la gran cantidad de instituciones educativas superiores ubicadas en él, entre otras la importante Universidad de Santo Tomás, ubicada aquí desde comienzos del siglo XX, aunque es la primera universidad del país.

## Geografía
Sampaloc tiene un carácter residencial y educativo, situado en la margen derecha del río Pasig, rodeado al sur por los distritos de Quiapo y San Miguel, por Santa Mesa en el sur y el este y por Santa Cruz al oeste y al norte, además de Ciudad Quezón en el noreste.

### Barangayes
Sampaloc se divide administrativamente en 243 barangayes o barrios, todos de ellos de carácter urbano.

## Historia

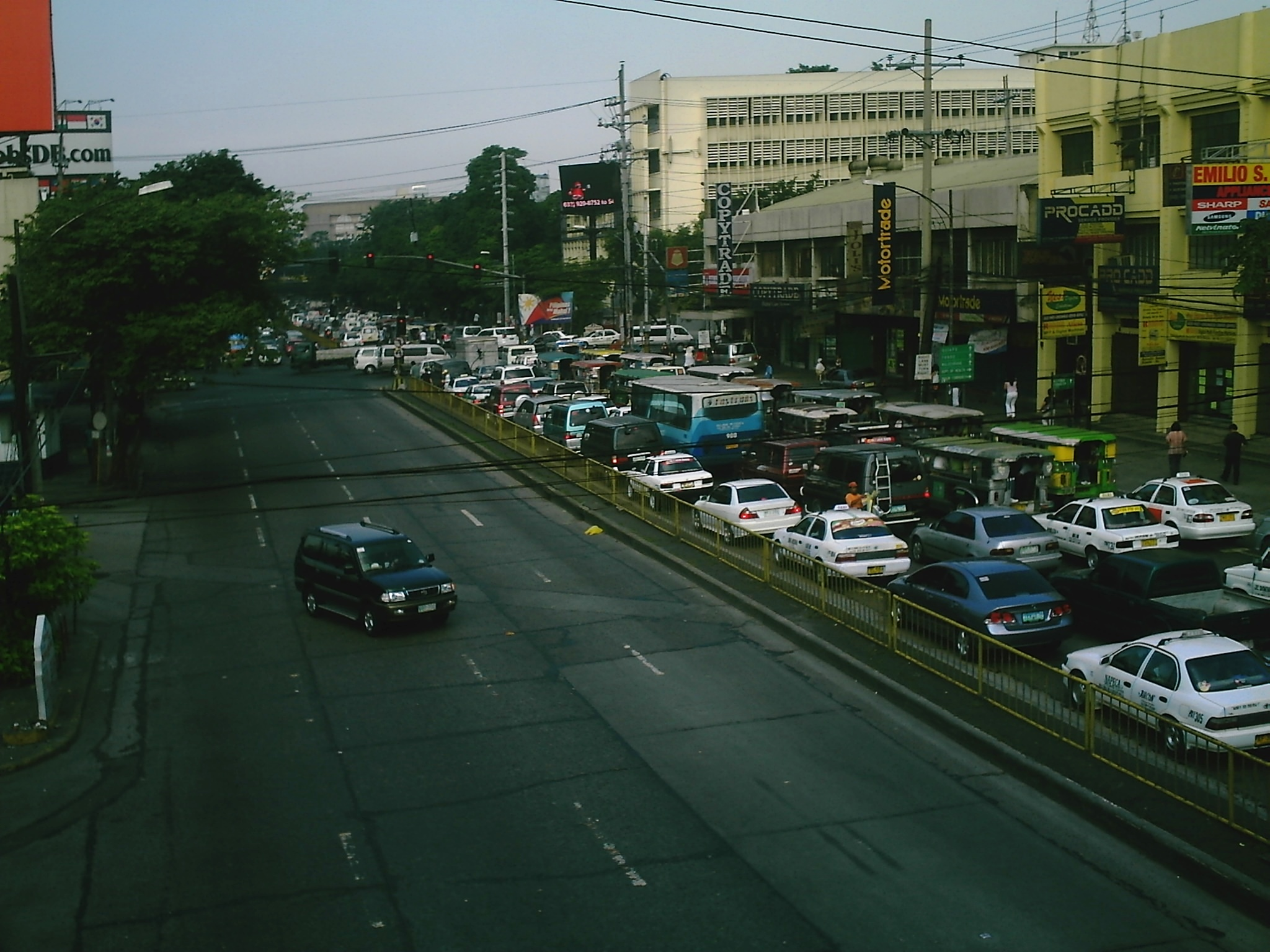
Bulevar de España.

En 1797, cuando aún era un pueblo aparte de Manila, se imprimió en la Imprenta de Nuestra Señora de Loreto el Nuevo reglamento que su Magestad se ha servido expedir para gobierno del Monte Pio Militar en España e Indias, que vino a establecer que las viudas de los oficiales militares figuraran en los registros con sus apellidos paternos y maternos, y no con los de sus esposos, por facilitar su identificación en los registros civiles y religiosos. A principios del siglo XX este territorio fue testigo de importantes combates entre las tropas de ocupación norteamericanas y los filipinos.

## Bulevar de España
La avenida de España es una arteria que atraviesa el distrito en dirección este-oeste, conectando las calles de Lerma y Nicanor Reyes (antes Morayta), en el extremo oeste, con la rotonda de Mabuhay, en el límite con Ciudad de Quezón en el extremo este.